# Двоемирие
Двоемирие — концепция в русскоязычном литературоведении, характеризующая романтическую эстетику. Подразумевается дифференциация бытового, внешнего мира бюргеров и прекрасного мира в сознании романтического героя. Аналогов термина в иноязычном романтиковедении нет.

## История термина
Термин появился в XX веке. Так, Фаддей Зелинский употреблял его применительно к древнегреческой философии, в частности к элеатам и платонизму (в книгах «История античной культуры», 1914; «Древнегреческая религия», 1918; «Религия эллинизма», 1922).
С романтизмом (конкретно — с Э. Т. А. Гофманом) этот термин связал Виктор Жирмунский в статье «Поэзия Александра Блока» (1921):
Романтическое «двоемирие», знакомое нам по сказочным новеллам Гофмана, имеет свои художественные законы. С высоты мистического воодушевления земная действительность кажется поэту иллюзорной, нереальной: романтическая ирония искажает эту действительность в безобразный гротеск. Так, — в описании дачной местности под Петербургом, которым открывается баллада о "Незнакомке" или трактира и литературного салона в лирической драме того же названия...
До Жирмунского о двух параллельных мирах в творчестве Гофмана писали без употребления термина «двоемирие». Так, например, трактует творчество писателя Владимир Соловьёв:
Существенный характер поэзии Гофмана… состоит в постоянной внутренней связи и взаимном проникновении фантастического и реального элементов, причем фантастические образы, несмотря на всю свою причудливость, являются не как привидения из иного, чуждого мира, а как другая сторона той же самой действительности, того же самого реального мира, в котором действуют и страдают живые лица, выводимые поэтом. …В фантастических рассказах Гофмана все лица живут двойною жизнью, попеременно выступая то в фантастическом, то в реальном мире. Вследствие этого они или, лучше сказать, поэт — через них — чувствует себя свободным, не привязанным исключительно ни к той, ни к другой области.
Долгое время литературоведы использовали термин «двоемирие» лишь эпизодически, даже брали его в кавычки. Например, Григорий Гуковский в книге «Реализм Гоголя» (1959):
...нет оснований сближать... гоголевскую манеру в «Тарасе Бульбе» с теорией и практикой Гюго, с предисловием к «Кромвелю» или с текстом «Собора Парижской богоматери». Сближение это бессмысленно уже и потому, что у Гюго весь объект изображения мыслится как проекция воображения и представлений субъекта-поэта, и потому тональность полностью подчинена произволу субъективности. То же самое, в не меньшей, если еще не в большей степени, относится к сближению [литературоведами] переходов тона у Гоголя (как и его фантастики) с «двоемирием» Гофмана. Чернышевский был поэтому совершенно прав, обрушившись на мнение Шевырева, будто на «фантастические создания» Гоголя повлияли Гофман и Тик.
Юрий Манн связал термин «двоемирие» с русской литературой, в частности с творчеством Владимира Одоевского («Русская философская эстетика», 1969):
Идея двоемирия позволяет понять некоторые произведения Одоевского, такие, как «Сильфида», «Саламандра», «Косморама». Она схватывает какую-то действительно важную часть его художественной мысли, но только часть. По отношению к «Русским ночам», завершающая работа над которыми протекала после всех только что названных вещей, идея двоемирия недостаточна.
Многие крупные исследователи литературы романтизма вообще не употребляют этот термин (например, Наум Берковский в книге «Романтизм в Германии», 1973).
Термин стал активно использоваться в конце XX — начале XXI веков.

## Особенности романтического двоемирия
Александр Махов в развёрнутой статье про романтизм из «Литературной энциклопедии терминов и понятий» связывает двоемирие с поздним романтизмом, с романтиками второго поколения, с процессом распада изначального романтического ощущения единства мира:
В позднем р[омантизме] с его конфликтом идеала и действительности (романтич[еское] «двоемирие») герой безвозвратно отчуждён от мира, общества и государства... он либо осознаёт непримиримое противоречие в самом себе, либо сталкивается со своим демоническим двойником («Эликсир дьявола» Э. Т. А. Гофмана, 1815–1816; «Город уснул, я брожу одиноко...» из цикла «Возвращение на родину» Г. Гейне, 1826). Раздвоенность реальности на метафизич[еском] уровне понимается как непримиримая и безысходная борьба добра и зла, Божественного и демонического...
Юрий Манн в книге «Динамика русского романтизма» (1995) выводит использование этого термина за пределы образной конкретности:
Вообще романтическое двоемирие — вовсе не только там, где фантастика. Романтическое изображение «двоемирно» и вне фантастического плана благодаря расширению мотивировки, когда образ неминуемо двоится на конкретно-ощутимый и обобщенно-субстанциональный.

## Иное применение термина
Хотя чаще всего термин «двоемирие» связывается с литературой позднего романтизма, его употребление в русском литературоведении не ограничивается этой эпохой. Его используют для характеристики творчества Леонида Андреева, Александра Блока, Владимира Набокова, Михаила Булгакова, Гайто Газданова и других авторов.
В книге Михаила Ямпольского «Живописный гнозис. Гриша Брускин, „Алефбет“, индивидуальное спасение, двоемирие, эсхатон, гнозис» этот термин применён для характеристики творчества Гриши Брускина.